# Войцеховский, Славомир
Славомир Войцеховский (пол. Sławomir Wojciechowski, рожд. 6 сентября 1973, Гданьск, Польша) — польский футболист, полузащитник. Играл за клубы «Лехия (Гданьск)», «Завиша», «Катовице», «Арау», «Бавария», «Радомско», «Виктория (Кёльн)» и «Олимпия (Грудзёндз)». Был игроком национальной сборной Польши.

## Достижения
Командные
Бавария
- Чемпион Германии: 2000, 2001
- Обладатель Кубка Германии: 2000
- Обладатель Кубка немецкой лиги: 2000
- Победитель Лиги чемпионов: 2001